# Regione di Minsk
La regione di Minsk (in bielorusso Мінская вобласць?, Minskaja voblasc'; in russo Минская область?, Minskaja oblast') è una delle sei regioni (voblasci) della Bielorussia.

## Geografia fisica
La regione si trova al centro della Bielorussia e non confina con alcuno stato estero. Confina con tutte le altre 5 regioni nel seguente ordine da nord, in senso orario: Vicebsk, Mahilëŭ, Homel', Brėst e Hrodna.

## Suddivisione
La regione è divisa in 22 distretti più 4 urbani (Barysaŭ, Minsk, Maladzečna e Salihorsk). Qui riportato l'elenco:
- Distretto di Berazino
- Distretto di Barysaŭ
- Distretto di Čėrven'
- Distretto di Dzjaržynsk
- Distretto di Kleck
- Distretto di Kapyl'
- Distretto di Krupki
- Distretto di Lahojsk
- Distretto di Ljuban'
- Distretto di Minsk
- Distretto di Mjadzel
- Distretto di Maladzečna
- Distretto di Njasviž
- Distretto di Puchavičy (Mar'ina Horka)
- Distretto di Sluck
- Distretto di Smaljavičy
- Distretto di Salihorsk
- Distretto di Staryja Darohi
- Distretto di Stoŭbcy
- Distretto di Uzda
- Distretto di Vilejka
- Distretto di Valožyn

## Città

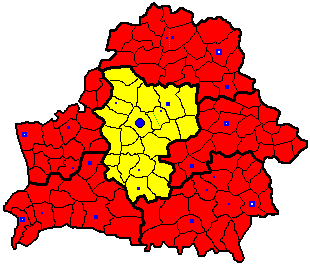
Mappa a suddivisione distrettuale

### Centri maggiori
- Minsk (1.780.000)
- Barysaŭ (150.400)
- Salihorsk (101.400)
- Maladzečna (100.000)
- Sluck (62.300)
- Žodzina (61.000)
- Dzjaržynsk (24.600)
- Mar"ina Horka (23.400)

### Altri centri
- Fanipal'
- Njasviž
- Smaljavičy
- Stoŭbcy
- Vilejka
- Višneva
- Zaslaŭe